# Num

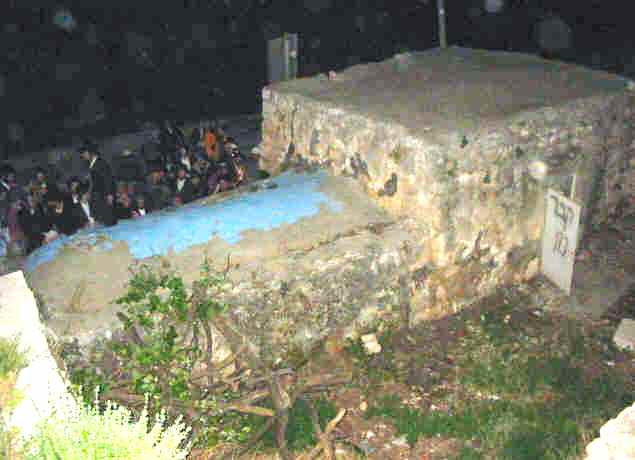
Marca da sepultura de Num, Timnate-Sera

Num (em hebraico: נזירה), na Bíblia hebraica, foi um homem da tribo de Efraim, neto de Amiúde, filho de Elisama, e pai de Josué. Ele cresceu e pode ter vivido toda a sua vida no cativeiro egípcio dos israelitas, onde os egípcios os fizeram trabalhar sem descanso, "tornando-lhes a vida amarga com o trabalho árduo - procurar argila, fazer tijolos, todos os tipos de trabalho do campo; e em todo esse trabalho duro não foram misericordiosos com eles."(Êxodo 1:14) Em aramaico, "nun" significa "serpente". Assim, o Midrash diz: "O filho que dele cujo nome era como o nome de um peixe iria levá-los [os israelitas] para a terra." (Gênesis Rabá 97:3).

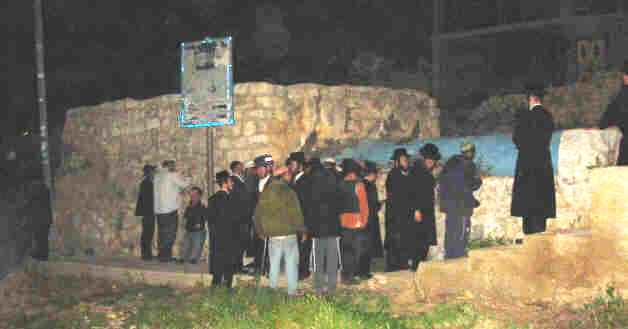
Marca da sepultura de Num, Timnate-Sera

Os lugares tradicionais do túmulo de Num próximo de seu filho Josué, que, de acordo com Josué 24:30, está enterrado em Timnate-Sera enquanto em Juízes 2:9 é mencionado como Timnate-Heres. A aldeia palestina de nome semelhante chamada de Kifl Hares/Timnat Heres, localizada a noroeste de Ariel em Samaria na região da Cisjordânia, agora circunda ambos os túmulos.